# شون روجرز
شون روجرز (بالإنجليزية: Seán Rogers)‏ هو سياسي بريطاني، ولد في 1953. حزبياً، نشط في الحزب الاشتراكي العمالي. وقد انتخب عضو الجمعية التشريعية الرابعة لأيرلندا الشمالية ‏ عن دائرة South Down (Assembly constituency) ‏ وقد انضم خلال فترته النيابية ‏ (2 أبريل 2012 – 24 مارس 2016)  للكتلة البرلمانية الحزب الاشتراكي العمالي.